# Frontière entre l'Italie et Saint-Marin
Cet article traite de la frontière entre l'Italie et Saint-Marin

## Caractéristiques

### Généralités
Saint-Marin étant intégralement enclavé à l'intérieur de l'Italie, la frontière séparant les deux pays épouse intégralement les limites territoriales de Saint-Marin. Il s'agit donc d'une boucle intégralement terrestre, continue et d'une longueur totale de 39 km (une caractéristique frontalière qui n'est partagée qu'avec le Vatican et le Lesotho).
Saint-Marin est le 5e plus petit État indépendant du monde (après le Vatican — autre État enclavé en Italie —, Monaco, Nauru et Tuvalu). La frontière entre les deux pays est également l'une des plus petites frontières internationales. Par ailleurs, seuls le Vatican et Monaco possèdent une longueur totale des frontières terrestres plus courte (les frontières maritimes de Monaco sont d'ailleurs plus étendues).
Il s'agit également d'une frontière interne de l'Union européenne, Saint-Marin n'en faisant pas partie.

### Tracé
Du point de vue administratif, tous les castelli de Saint-Marin sont frontaliers de l'Italie. Le pays est lui frontalier de deux régions italiennes : l'Émilie-Romagne (province de Rimini) à l'ouest, au nord et à l'est, et les Marches (province de Pesaro et d'Urbino) au sud.

### Douane et passage

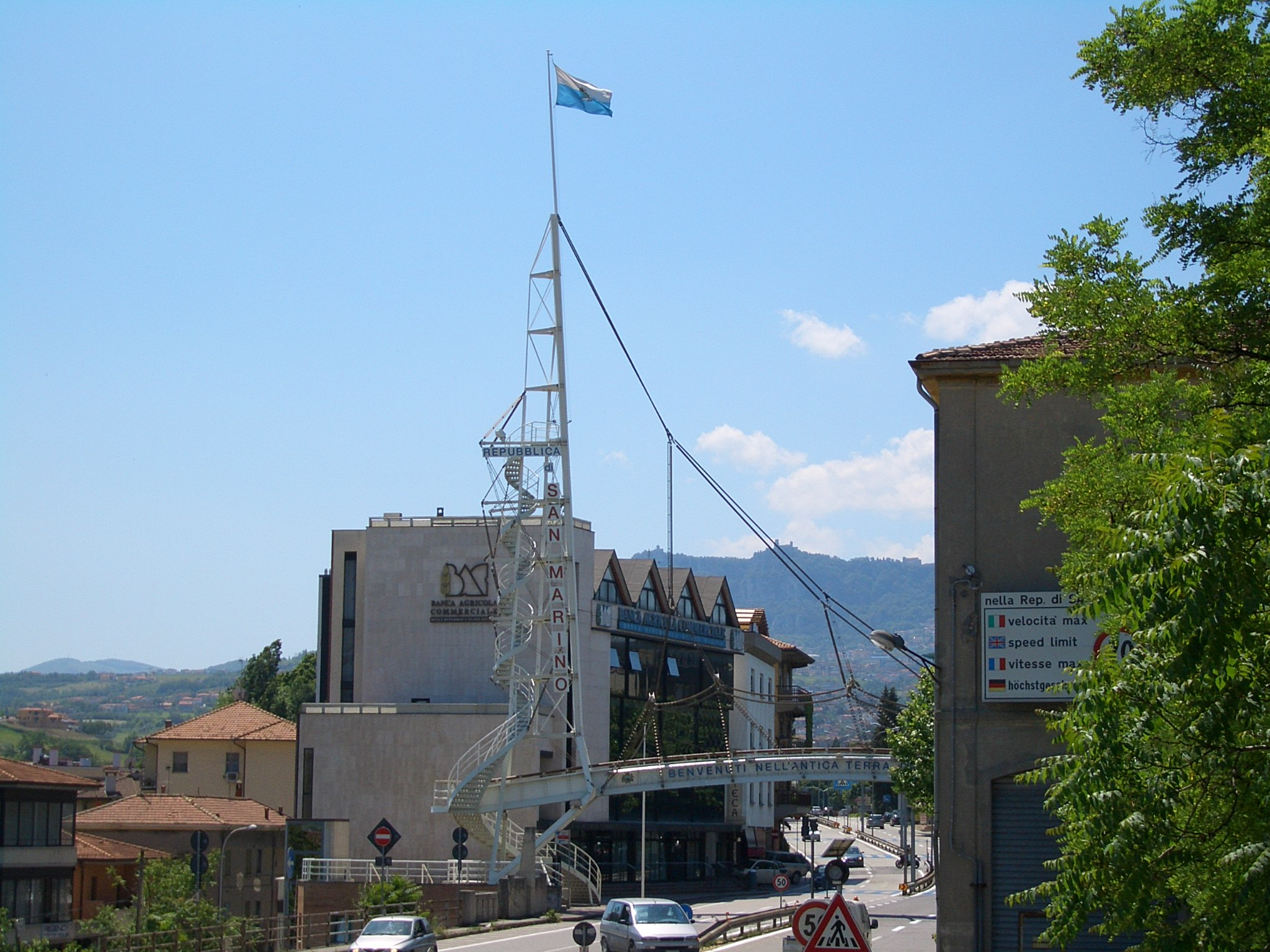
Vue de l'entrée à Saint-Marin, à Dogana, depuis l'Italie.

Il n'existe pas de contrôles douaniers à la frontière, Saint-Marin étant inclus dans le domaine des douanes italiennes.
Trois routes principales permettent de franchir la frontière :
- au nord-est, entre Dogana (Serravalle) et Cerasolo (Coriano) ;
- au nord-ouest, entre Gualdicciolo (Acquaviva) et Torello (San Leo) ;
- au sud, entre Fiorentino et Montelicciano.

## Historique

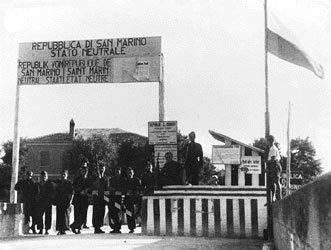
La frontière durant la Seconde Guerre mondiale. Saint Marin, petit État entouré par l'Italie mussolinienne proclame sa neutralité.

L'origine de Saint-Marin est établie au IVe siècle. Vers le début du XIIIe siècle, Saint-Marin étant devenue entretemps une république à part entière, Saint-Marin procède à deux reprises à l'achat de châteaux voisins. À partir de la deuxième moitié du XIIIe siècle, la république de Rimini, sous domination de la famille Malatesta, tente de prendre le contrôle de Saint-Marin. Ce conflit se poursuit jusqu'en 1463, lorsque le pape Pie II attribue à Saint-Marin les seigneuries de Fiorentino, Montegiardino et Serravalle. En 1464, Faetano intègre volontairement la république.
Mise à part une brève invasion par César Borgia en 1503 et une autre par Jules Alberoni en 1739, les frontières de Saint-Marin ne sont plus remises en question à partir de cette date. Elles sont maintenues en 1797 après l'invasion française de l'Italie et en 1815 lors du Congrès de Vienne. Elles restent identiques lors de l'unification de l'Italie : Saint-Marin devient une enclave du nouveau pays italien en 1861.

## Note et référence
1. ↑  (en) « Géographie du pays Saint-Marin : un aperçu détaillé », sur Cyril Jarnias, 17 mars 2025 (consulté le 20 juin 2025)
2. ↑  (en) « . Population by sex, annual rate of population change, surface area and density Population selon le sexe, taux de changement annuel de la population, superficie et densité »  [PDF] (consulté le 20 juin 2025)
3. ↑  « Pays de l’Union Européenne », sur Code du travail numérique (consulté le 20 juin 2025)